# Мохов Яр
Мохов Яр (устар. оврагъ Маламаевъ) — балка (овраг) в Воронежской области России. Длина водотока в балке составляет 24 км, площадь водосборного бассейна — 76 км².
Её ответвление, примыкающее к основной балке у самого её окончания справа, носит официальное название — балка Маков Яр.
Верховья балки находятся у посёлка Политотдельское (50°22′31″ с. ш. 39°24′24″ в. д.). Далее балка простирается на юго-юго-восток, возле неё располагаются селения: Политотдельское (левый берег), Первомайское, Дроздово (правый берег), Новопостояловка, Высокая Дача, Комсомольское (левый берег); у Архиповки Мохов Яр выходит к левому берегу реки Чёрная Калитва в 69 км от её устья (50°12′55″ с. ш. 39°26′17″ в. д.).

## Данные водного реестра
По данным государственного водного реестра России река оврага Махов относится к Донскому бассейновому округу, водохозяйственный участок реки — Дон от города Павловск и до устья реки Хопёр, без реки Подгорная, речной подбассейн реки — бассейны притоков Дона до впадения Хопра. Речной бассейн реки — Дон (российская часть бассейна).
Код объекта в государственном водном реестре — 05010101212507000004416.